# Donglin (sockenhuvudort i Kina, Heilongjiang Sheng, lat 47,51, long 127,02)
Donglin (kinesiska: 东林, 东林乡) är en sockenhuvudort i Kina. Den ligger i provinsen Heilongjiang, i den nordöstra delen av landet, omkring 200 kilometer norr om provinshuvudstaden Harbin. Antalet invånare är 33 487. Befolkningen består av 16 276 kvinnor och 17 211 män. Barn under 15 år utgör 12,0 %, vuxna 15-64 år 80 %, och äldre över 65 år 7,0 %.
Runt Donglin är det ganska tätbefolkat, med 149 invånare per kvadratkilometer. Närmaste större samhälle är Hailun, 7,3 km sydväst om Donglin. Trakten runt Donglin består till största delen av jordbruksmark.
Genomsnittlig årsnederbörd är 937 millimeter. Den regnigaste månaden är juli, med i genomsnitt 264 mm nederbörd, och den torraste är januari, med 12 mm nederbörd.